# Jan Lutostański
Jan Lutostański herbu Jelita (ur. 11 stycznia 1919 roku w Nieborzynie powiat Konin, zm. 17 czerwca 2005 w Warszawie) – podchorąży Wojska Polskiego, powstaniec warszawski.

## Życiorys
Potomek członków Sejmu Wielkiego. W 1936 roku absolwent Gimnazjum im. Karola Marcinkowskiego w Poznaniu. W latach 1937–1938 służył w Szkole Podchorążych Kawalerii w Grudziądzu, którą ukończył. Jako podchorąży rezerwy, wraz z bratem bliźniakiem Jerzym Lutostańskim otrzymał przydział do 7 pułku strzelców konnych wielkopolskich. W 1938 rozpoczął studia rolnicze w Szkole Głównej Gospodarstwa Wiejskiego (SGGW) w Warszawie, których nie ukończył.
Po wybuchu II wojny światowej służył, jako podchorąży w 1 szwadronie 7 pułku strzelców konnych. Pełnił funkcję zastępcy dowódcy plutonu. Następnie, po podporuczniku Stanisławie Andrzejkiewiczu, dowódca II plutonu w 1 szwadronie. Ciężko ranny 11 września 1939 roku pod Zbrożkową Wolą. Wyprowadzony z pola walki, pod ogniem niemieckim przez strzelca z własnego plutonu, któremu z pomocą, za zgodą pułkownika Stanisława Królickiego, przybył brat bliźniak Jerzy Lutostański. Uczestnik powstania warszawskiego. Wachmistrz podchorąży. Pseudonim „Lutek”. Od 2 do 6 sierpnia w batalionie „Gustaw”, następnie w batalionie „Harnaś”. 18 września 1944 roku ciężko ranny w płuca ręce i nogi. Odznaczony Srebrnym Krzyżem Virtuti Militari. Pochowany na Cmentarzu Powązkowskim (kwatera 138a-6-4 i 5).

## Rodzina
Rodzice: Wacław Władysław Lutostański (1865-1935) i Maria Dąmbska (1880-1964). Rodzeństwo: Zofia Lissowska (ur. 1942), Władysław Lutostański (1912-1944) – powstaniec warszawski, Jerzy Lutostański (1919-1939).
Żona: Lucyna Fox-Potocka (1918-2001), dzieci: Franciszek Piotr Lutostański (1952-2018), Aleksandra Klara Lutostańska (ur. 1958), wnuki: Marta Lutostańska (ur. 1981), Michał Jan Lutostański (ur. 1985).